# توکوجی
توکوجی (به ژاپنی: 徳治 Tokuji)؛ نام یک عصر تاریخی ژاپنی بود. این عصر بعد از کاگن و قبل از انکیو (دوره کاماکورا) قرار داشت و از دسامبر ۱۳۰۶ تا اکتبر ۱۳۰۸ میلادی به طول انجامید. در طی این عصر امپراتور گو-نیجو امپراتور ژاپن بود.